# ダム・マリー
ダム・マリー（ハイチ語: Dam Mari, 仏: Dame-Marie）はハイチ南西部グランダンス県のチビウォン（チブロン）半島北西部のアンスデノー郡中部のコミーン。2015年の推定人口は 38,747 人。ジェレミーの西南西約36kmで、町の北にダムマリー川が流れ、北にダムマリー岬が位置し、北東にアブリコ、南東にシャンベラン、南にアンスデノーと接する。
マリスト会のファーティマの聖母小学校などがあり、フレンド派などによる開発援助を受けている。

## 脚註
1. ↑  “Haiti: administrative units, extended”.   geoHive. 2016年10月5日時点のオリジナルよりアーカイブ。2023年11月13日閲覧。